# Sprengel Hannover
Der Sprengel Hannover ist einer von sechs nicht selbständigen Unterbezirken der Evangelisch-lutherischen Landeskirche Hannovers, die sich in die Sprengel Hannover, Hildesheim-Göttingen, Lüneburg, Osnabrück, Ostfriesland-Ems und Stade unterteilt.

## Geographie
Der Sprengel Hannover liegt im Zentrum Niedersachsens und der Hannoverschen Landeskirche. Er grenzt im Westen an die Evangelisch-Lutherische Landeskirche Schaumburg-Lippe, im Süden und Osten an den Sprengel Hildesheim-Göttingen und im Norden an den Sprengel Lüneburg.
Das Gebiet des Sprengels entsprach bis zu der von der Landessynode im November 2006 zum 1. Juli 2007 beschlossenen Sprengel-Strukturreform im Wesentlichen den Grenzen der Region Hannover.
Mit Wirkung vom 1. Juli 2007 wurde der Sprengel Hannover um die bisher zum aufgelösten Sprengel Calenberg-Hoya gehörigen Kirchenkreise Nienburg, Stolzenau-Loccum und Grafschaft Schaumburg erweitert.

## Geschichte
Die Herauslösung der vier städtischen Aufsichtsbezirke Hannover I–III und Hannover-Linden aus dem Sprengel Calenberg wurde 1949 im Zuge der geplanten Auflösung des Sprengels Verden-Hoya und der Vereinigung eines Teils der dortigen Kirchenkreise mit Calenberg erstmals diskutiert. Letztlich wurden die Pläne aber erst durch Verfügung des Landeskirchenamts von 29. Mai 1957 mit der Bildung eines eigenen Sprengels „Stadt Hannover“ umgesetzt. Durch das Kirchengesetz über die Bildung des Sprengels Hannover vom 18. November 1969, das am 1. Januar 1970 in Kraft trat, wurde er durch Zuweisung der damaligen, bis zu diesem Zeitpunkt ebenfalls zu Calenberg-Hoya gehörigen Kirchenkreise Neustadt am Rübenberge, Pattensen, Ronnenberg und Wunstorf, sowie durch die Kirchenkreise Burgdorf und Burgwedel (früher Sprengel Celle) vergrößert. Zugleich wurde der Name von Sprengel Stadt Hannover in Sprengel Hannover geändert.

## Struktur
Zum Sprengel Hannover gehören gegenwärtig neun Kirchenkreise: Der Stadtkirchenverband Hannover, der Kirchenkreis Burgdorf, Kirchenkreis Burgwedel-Langenhagen, Kirchenkreis Grafschaft Schaumburg, Kirchenkreis Laatzen-Springe, Kirchenkreis Neustadt-Wunstorf, Kirchenkreis Nienburg, Kirchenkreis Ronnenberg und der Kirchenkreis Stolzenau-Loccum.

## Landessuperintendentur

### Leitung
Die Leitung des Sprengels liegt bei der Landessuperintendentur mit Sitz in Hannover.
Von hier aus werden bischöfliche Aufgaben wahrgenommen, die von der Bischofskanzlei in Hannover alleine schon aus Entfernungsgründen delegiert werden. Seit 2020 trägt der Amtsinhaber den Titel Regionalbischof. Das Haus kirchlicher Dienste der Landeskirche übernimmt Aufgaben der Verwaltung für die Landessuperintendentur.

### Landessuperintendenten/Regionalbischöfe
Der Landessuperintendent bzw. Regionalbischof ist per Amt Mitglied im Bischofsrat der Landeskirche. Die Neustädter Hof- und Stadtkirche St. Johannis ist Predigtkirche des Regionalbischofs.
- 1959–1966: Eberhard Klügel
- 1966–1968: Johannes Schulze (gleichzeitig Landessuperintendent des 2007 aufgelösten Sprengels Calenberg-Hoya)
- 1968–1982: Otto Schnübbe
- 1982–1994: Hartmut Badenhop (1930–2025)
- 1995–1999: Hans Schmidt
- 2000–2016: Ingrid Spieckermann
- 2017–2025: Petra Bahr[3]

## Sprengelbeirat
Dem Landessuperintendenten/Regionalbischof (seit 2020) steht der Sprengelbeirat zur Seite, dessen zwölf Mitglieder aus allen Kirchenkreisen des Sprengels kommen.
Der Sprengelbeirat wurde in allen Sprengel der Landeskirche durch Beschluss der Landessynode im Herbst 2009 abgeschafft.

## Ephorenkonvent
Die leitenden Geistlichen der Kirchenkreise, die Superintendenten, bilden den Ephorenkonvent des Sprengels. Einer dieser Amtsinhaber ist zugleich Stellvertreter des Regionalbischofs.

## Sprengelmitglieder der Landessynode
Der Sprengel Hannover entsendet und beruft Mitglieder in das höchste parlamentarische Gremium der hannoverschen Landeskirche, in die Landessynode.

## Weblink
- Webseite des Sprengels Hannover